# 三棱糙身箱魨
三棱糙身箱魨為輻鰭魚綱魨形目鱗魨亞目箱魨科的其中一種，為温帶海水魚，分布於西太平洋區，從加拿大至巴西海域，棲息深度可達50公尺，鎧甲與尾柄黑色且有很多的白色小斑點; 鰭與唇與基底黑色;尾鰭的末端邊緣狹窄處白色，邊緣有一條黑色條紋，體長可達47公分，棲息於珊瑚礁水域，成小群或單獨活動，以底棲性的無脊椎動物為食，生活習性不明，可作為食用魚及觀賞魚，具有毒性。